# 酰化反应
醯化反應或稱(醯基化反應)，為有机化學中，氢或者其它基团被酰基取代的反应，而提供醯基的化合物，稱為醯化劑。

## 分類
醯化反應，可依攻擊的親核試劑不同，可分為：氧醯化反應、氮醯化反應、碳醯化反應。

## 常見反應
醯化反應擁有許多常见的反应，如醇的酯化、傅－克醯基化反應等等，都属于酰基化反应，而上圖也是醯化反應的一個例子，以下歸納出幾條常見醯化反應。
醇的酯化、肽键的形成，以及傅－克醯基化反應等，都属于酰基化反应，

## 试剂
在酰基化反应中，经常采用的试剂是具有较高化学活性的酸衍生物，如酰氯、酸酐等。这些衍生物可以是有机的或者无机的。
4-二甲氨基吡啶（DMAP）是一个常见的酰化反应催化剂。